# Герб Каширского района (Воронежская область)
Герб Каширского района — официальный символ административно-территориальной единицы (района) имуниципального образования (муниципального района) Каширского района Воронежской области Российской Федерации. Герб Каширского района утверждён 13 февраля 2007 года; внесён в Государственный геральдический регистр Российской Федерации под регистрационным номером 3111.

## Описание
Официальное описание герба:
В серебряном поле стоящий на зелёной земле чёрный дракон с золотым клювом, лапами, червлёным (красным) языком и глазами и с лазоревыми (синими, голубыми) крыльями, правой лапой опирающийся на обращённый прямо золотой плуг; в правом верхнем углу — равноконечный лазоревый (синий, голубой) крест
Герб может воспроизводиться в двух равнодопустимых версиях:
без вольной части;
с левой вольной частью — четырёхугольником, примыкающим к верхнему и левому краю щита с воспроизведёнными в нём фигурами герба Воронежской области.
Авторская группа: идея герба — Константин Мочёнов (Химки); художники — Оксана Фефелова (Балашиха), Оксана Афанасьева (Москва); обоснование символики — Юрий Коржик (Воронеж); компьютерный дизайн — Оксана Афанасьева (Москва).

## Символика

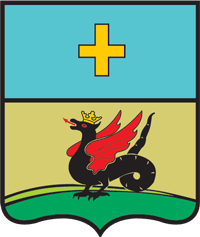
Герб города Кашира Тульского наместничества 1778 года

Герб языком символов и аллегорий отражает исторические, природные и экономические особенности Каширского района.
Центр муниципального района — село Каширское — было заселено в 1764 году крестьянам-переселенцами из Каширского уезда Тульского наместничества. После ликвидации в 1764 году указом Екатерины II церковного и монастырского землевладения монастырские крестьяне становились государственными. Земли монастырей стали заселяться бывшими монастырскими крестьянами из центральных губерний: Московской, Тульской, Калужской, Рязанской. При этом многие образовавшиеся населенные пункты на территории Воронежской губернии получили свое название от уездов, из которых происходило переселение. Появились села Московское, Каширское, Коломенское, Можайское, Мосальское, Данково. С этого времени территория района начала быстро осваиваться, были распаханы целинные земли, возникли новые населённые пункты.
При разработке герба Каширского муниципального района использованы фигуры герба города Каширы Тульского наместничества, утверждённого 8 марта 1778 г: «<...> в нижней части в серебряном поле, чёрный с червлёными крыльями и увенчанный золотым венцом дракон <…>; а верхняя часть щита показует, что он и тогда не выходил из-под Российской державы». Фигура дракона в гербе Каширского муниципального района перекликается с изображением дракона на гербе Каширы. Именно переселенцы из города Каширы начали осваивать благодатные земли района.
Крест — один из древнейших символов человечества, олицетворяет единство противоположностей, духовное начало и гармонию души человека.
Золотой плуг — символ сельскохозяйственного производства, которое является главной отраслью экономики муниципального района. Основными производителями животноводческой и растениеводческой продукции являются сельскохозяйственные организации, крестьянские фермерские хозяйства производят в основном продукцию растениеводства: подсолнечник, зерновые и сахарную свеклу.
Чёрный цвет символизирует благоразумие, мудрость, скромность.
Червлёный (красный) цвет — символ труда, мужества, красоты, праздника.
Зеленый цвет — символ жизни, изобилия, возрождения, природы и плодородия, а также юности.
Лазурь (синий, голубой) — символ возвышенных устремлений, мышления, искренности и добродетели.
Серебро — символ мира, взаимопонимания, чистоты.
Золото — символ урожая, достатка, уважения, стабильности.

## История
Герб Каширского района утверждён решением Совета народных депутатов Каширского муниципального района от 13 февраля 2007 года за № 155. Направлен на регистрацию в феврале 2007 года для внесения в Государственный геральдический регистр РФ. Внесён в регистр под № 3111, протокол Государственной регистрации № 36 от 9 апреля 2007 года (Санкт-Петербург). Внесён в регистр геральдической комиссии при губернаторе Воронежской области в июле 2007 года под № 58.